# Río Congo

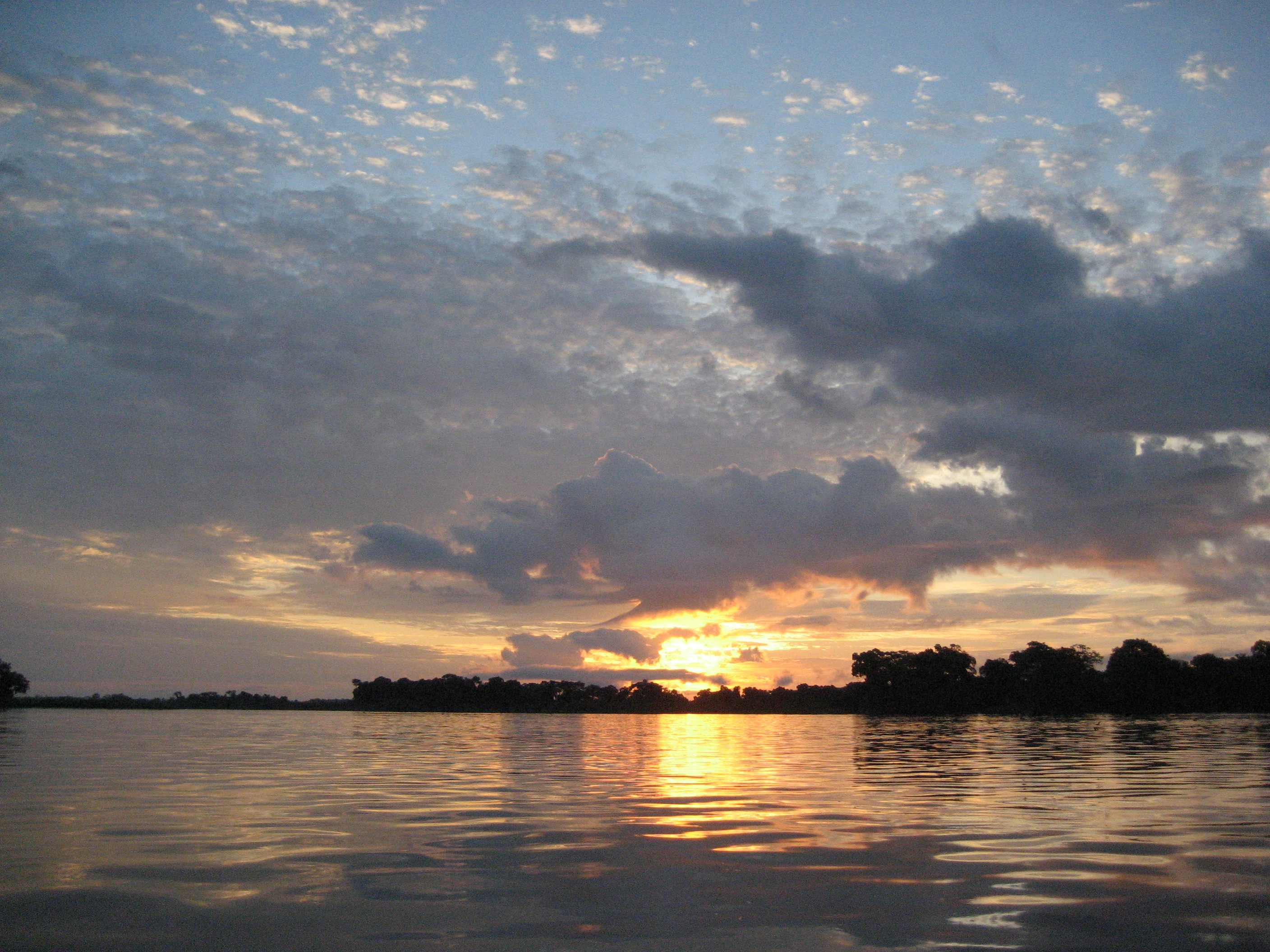
Atardecer en el Congo cerca de Mossaka.

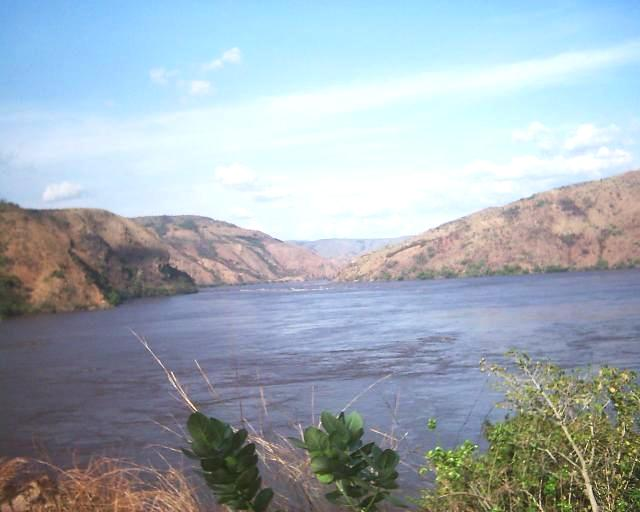
El río Congo cerca de Matadi.

El río Congo (anteriormente conocido como río Zaire) es un largo río de África Central que fluye en direcciones N, O y SO a través de cuatro países —Zambia, República Democrática del Congo, República del Congo y Angola— hasta desaguar en el océano Atlántico. Tiene una longitud de 4700 km, que lo sitúan como el noveno río más largo del mundo, tras los ríos Amazonas, Nilo, Yangtsé, el Misisipi-Misuri, el Yeniséi, el Amarillo, el Obi-Irtish y el Mekong.
Su cuenca drena una extensión de 3 700 000 km², que supone más de la décima parte de la superficie africana y que incluye los territorios de la República Democrática del Congo y la República del Congo, así como una gran parte de la República Centroafricana y parte del territorio de Zambia, Angola, Tanzania, Camerún y Gabón. El río y sus afluentes recorren la selva del Congo, considerada la segunda selva más grande del mundo, tras la Amazonia. El Congo también es el segundo río más caudaloso del mundo después del Amazonas, con unos 41 300 m³/s, y el más profundo del mundo, con zonas de hasta 230 m aproximadamente.
Tiene su nacimiento en el lago Bangweulu en Zambia. Discurre fundamentalmente por la República Democrática del Congo (Kinsasa) y por su frontera con la vecina República del Congo (Brazzaville), a las que da su nombre. En este curso alto, en el que recibe el nombre de río Lualaba, sigue una trayectoria constante hacia el norte, hasta llegar a las cataratas Boyoma, a la altura de la ciudad de Kisangani, momento en el que gira hacia el oeste, formando una amplia curva.
El Congo atraviesa en dos ocasiones la línea del ecuador y es fácilmente navegable en tramos de gran distancia, en particular entre Kisangani y el lago Malebo, en los que durante 1685 km el río es amplio y profundo. En este lago, que supone un ensanchamiento del río, se encuentran las capitales Kinsasa y Brazzaville. Un poco más al oeste de Kinsasa la corriente se estrecha y cae por una cadena de cataratas creadas por una serie de cañones profundos, conocidas como las cataratas Livingstone, donde fluye de manera violenta; el Congo solamente se calma a la altura de la ciudad de Matadi (a 116 km del océano Atlántico) y Boma (a unos 70 km en línea recta). Finalmente desemboca en una angosta llanura de inundación a través de un estuario (un solo cauce) que tiene casi 5 km de anchura cerca de la pequeña ciudad de Muanda.
Aunque en el tramo final hay un grupo de rápidos que impiden el acceso a la zona navegable del Congo desde el mar —cataratas Yellala, Inga y Livingstone—, se ha construido una línea de ferrocarril que permite salvar ese tramo. Gran parte del comercio del África central pasa por esa vía férrea, llevando mercancías desde el puerto de Boma a la parte navegable del Congo.

## Denominación
Antes de la colonización portuguesa de la zona, los nativos denominaban al río Nzere o Nzadi, que en la lengua de la etnia bakongo significa «el río que traga a los demás ríos». El explorador portugués Diogo Cão, que fue el primer europeo que recorrió su desembocadura, lo llamó río Zaire, por deformación del nombre dado por los indígenas. Esta denominación persistió hasta el siglo XVIII, cuando comenzó a ser nombrado río Congo, por la etnia Congo o bakongo, que dominaba casi toda la cuenca del río.
Entre 1971 y 1997, el gobierno de Zaire, nombre que tenía la República Democrática del Congo durante la dictadura de Mobutu Sese Seko, quiso cambiar la denominación del río Congo a río Zaire, pero ese cambio fue ignorado por muchos países, entre los cuales cabe destacar la vecina República del Congo.

## Historia natural

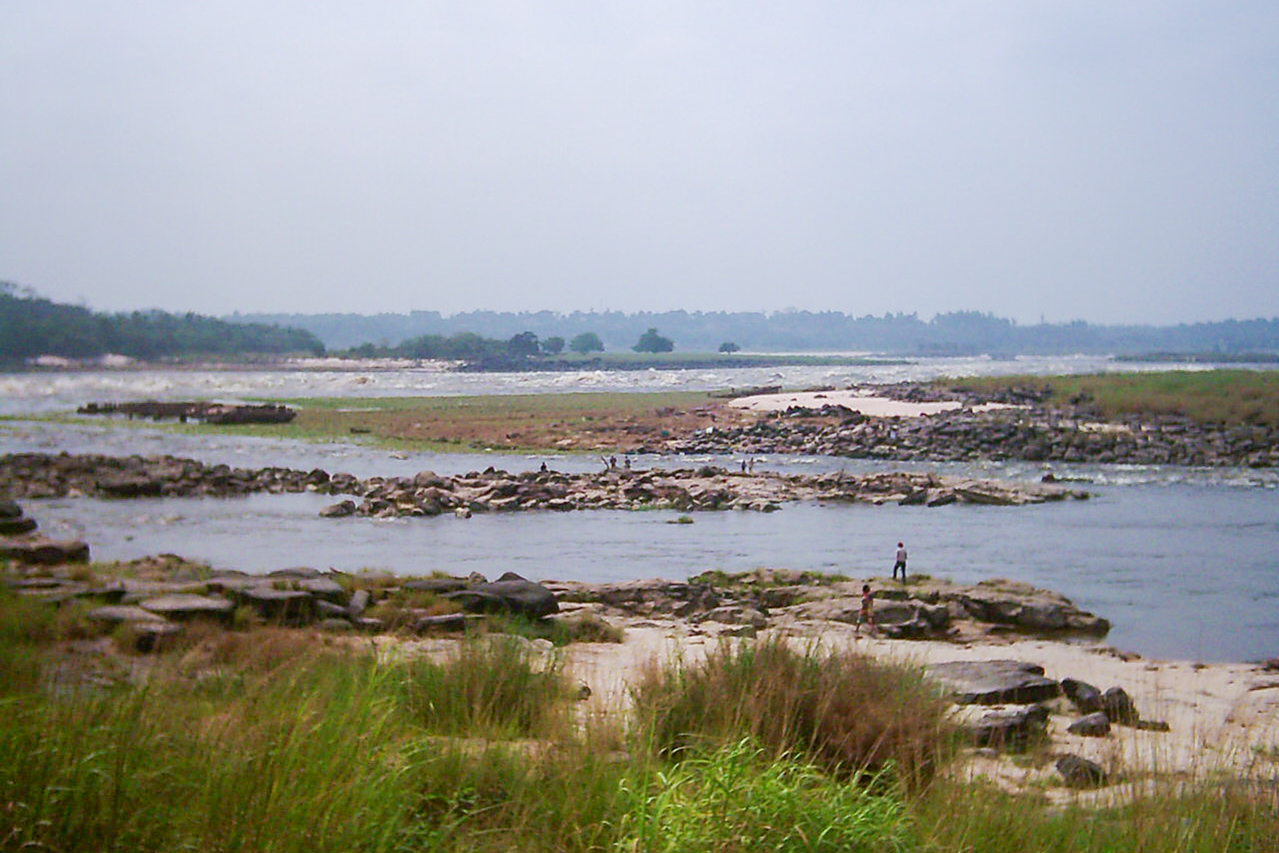
El comienzo de las cataratas Livingstone, cerca de Kinsasa.

El curso actual del río Congo se formó hace entre 1,5−2 000 000 años, durante el Pleistoceno.
La formación del Congo puede haber llevado a la especiación alopátrica del bonobo y del chimpancé común a partir de su ancestro común más reciente. El bonobo es endémico de los bosques húmedos de la región, al igual que otras especies emblemáticas como el mono del pantano de Allen, el mono Dryas, la jineta acuática, el okapi y el pavo real del Congo.
En términos de vida acuática, la cuenca del río Congo tiene una muy alta riqueza de especies y entre los máximos niveles de concentración conocidos de especies endémicas. Hasta ahora, cerca de 700 especies de peces se han registrado en la cuenca del Congo, y grandes secciones permanecen virtualmente sin estudiar. Debido a esto y a las grandes diferencias ecológicas entre las regiones de la cuenca, a menudo se divide en varias ecorregiones ecológicas (en lugar de tratarla como una única ecorregión). Entre estas ecorregiones, sólo los Rápidos del Bajo Congo cuentan con más de 300 especies de peces, incluyendo aproximadamente 80 especies endémicas, mientras que la parte suroeste (Cuenca del Kasai) sólo tiene más de 200 especies de peces, de las cuales alrededor de un cuarto son endémicas. Las familias de peces dominantes —al menos en algunas partes del río— son Cyprinidae (carpas/ciprínidos), como Labeo simpsoni, Mormyridae (peces elefantes), Alestidae (tetras africanos), Mochokidae (bagres squeaker) y Cichlidae (cíclidos). Entre los nativos en el río está el enorme y altamente carnívoro pez tigre gigante. Dos de los cíclidos endémicos más inusuales son los blanquecinos (no pigmentados) y ciegos Lamprologus lethops, que se cree que viven a una profundidad de 160 m por debajo de la superficie, y Heterochromis multidens, que parece estar más estrechamente relacionado con los cíclidos de las Américas que con otros cíclidos de África. También hay numerosas ranas endémicas y caracoles. Varias represas hidroeléctricas en el río son peligrosas para los animales, ya que pueden conducir a la extinción de muchos de los endemismos.
Varias especies de tortugas y el cocodrilo hociquifino, el cocodrilo del Nilo y el cocodrilo enano son nativos de la cuenca del río Congo. Además, los manatíes africanos también viven en las partes bajas del río.

## Exploración del río

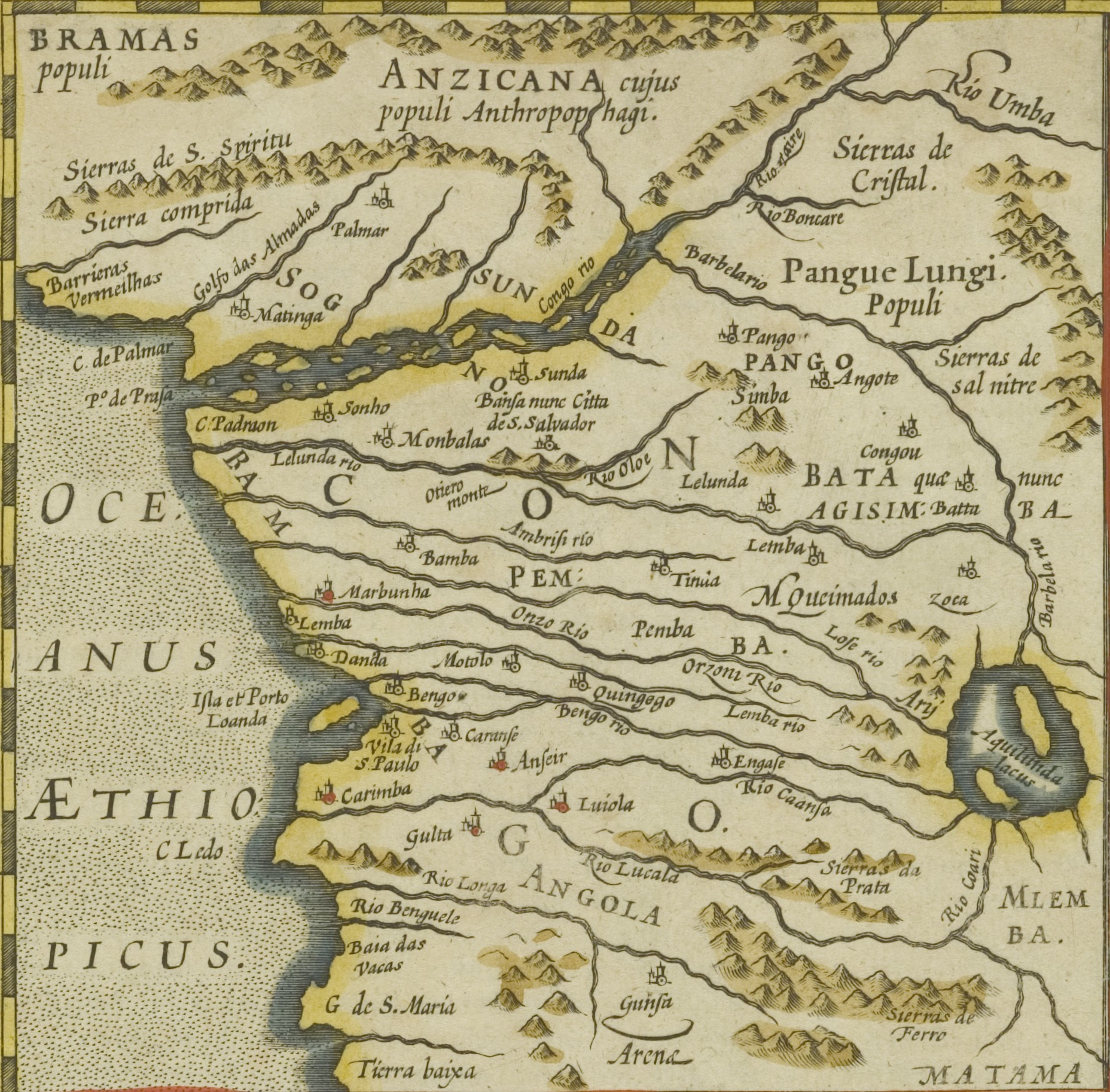
Mapa del del estuario del río Congo.

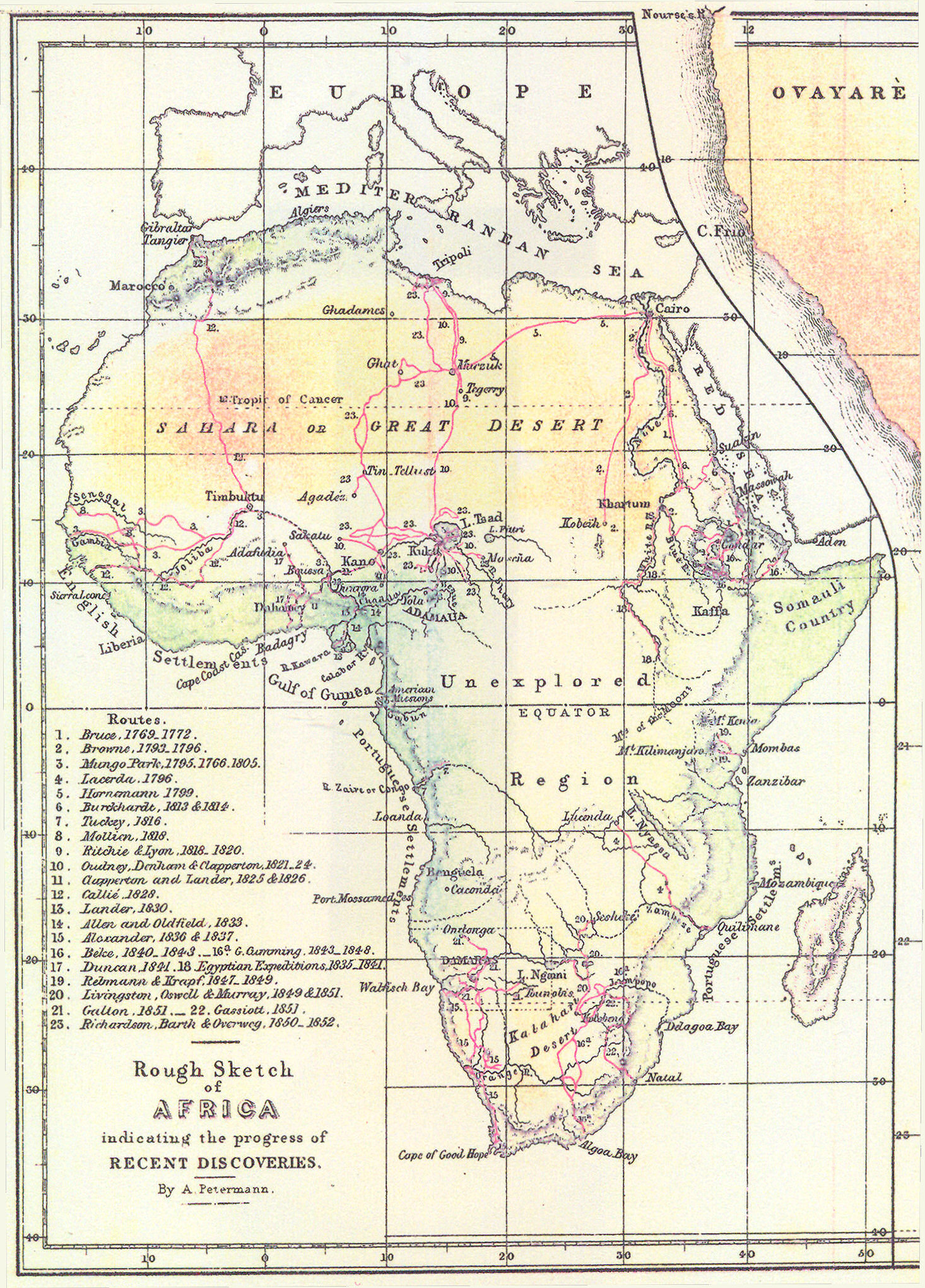
En este mapa de África de 1853, la región inexplorada (Unexplored Region) restante corresponde esencialmente a la cuenca del Congo.

Toda la cuenca del Congo está poblada por pueblos bantúes, divididos en varios cientos de grupos étnicos o tribales (ver grupos étnicos de la República Democrática del Congo (en inglés)). La expansión bantú se estima que habría llegado hasta el Congo Medio alrededor del 500 a. C., y al Congo Alto al comienzo de la era común. Restos de la población aborigen desplazada por la migración bantú, pigmeos /abatwa del phylum ubangiano, permanecen en las zonas forestales remotas de la cuenca del Congo.
El reino del Kongo se formó alrededor del año 1400 en la orilla izquierda del río Congo Bajo. Su control territorial a lo largo del río se mantuvo limitado a lo que hoy corresponde con la provincia Congo Bajo. La exploración europea del Congo comenzó en 1482, cuando el explorador portugués Diogo Cão descubrió el estuario del río (probablemente en agosto de ese año), que señaló con un padrão o pilar de piedra (que aún existe, pero solo en fragmentos) erigido en la punta Shark. Cão también navegó río arriba estableciendo contacto con el reino de Congo y llegando a las cataratas de Yellala, el límite navegable, donde erigió otro padrão. Cão murió en el río persiguiendo a un cocodrilo. El curso del río permaneció desconocido durante todo el período moderno temprano.

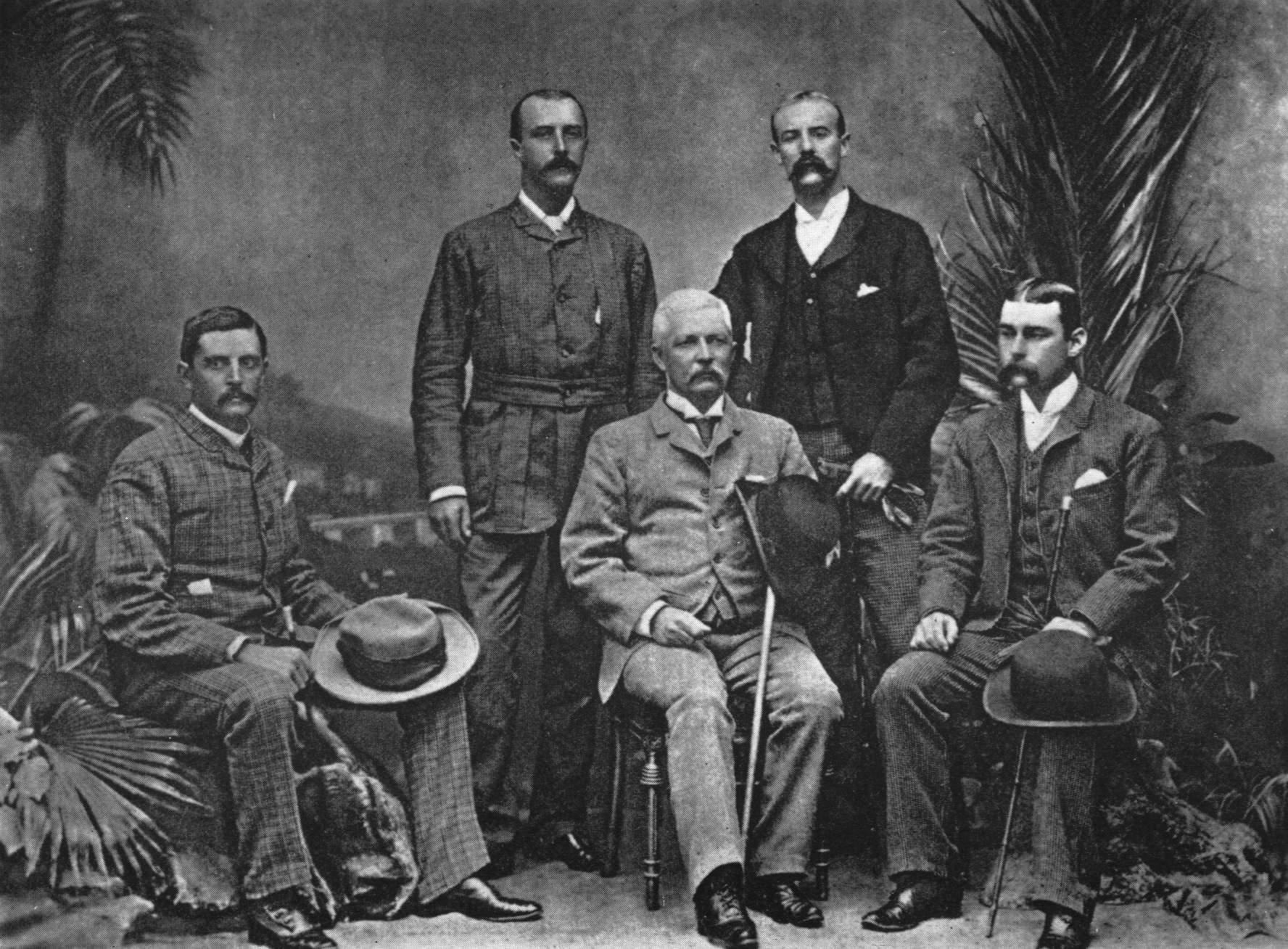
Henry Morton Stanley con los oficiales de la Columna Advance, en El Cairo, en 1890. De izquierda a derecha: Dr. Thomas Heazle Parke, Robert H. Nelson, Henry M. Stanley, William G. Stairs y Arthur J. M. Jephson.

La cuenca alta del Congo corre al oeste desde el Rift Albertino aunque su conexión con el Congo permaneció desconocida hasta 1877. El extremo noreste de la cuenca del Congo se alcanzó por la expansión nilótica, en algún momento entre los siglos XV y XVIII, por los antepasados de los hablantes de Luo meridional del pueblo Alur. Francisco de Lacerda siguiendo el río Zambeze logró llegar en 1796 a la parte más alta de la cuenca del Congo (al reino de Kazembe, en la parte superior de la cuenca del río Luapula).
La exploración europea continuó con el intento británico de James Kingston Tuckey, que en 1816 trató de remontar el río Congo desde su desembocadura, logrando avanzar 480 km río adentro, aunque no llegó a superar las cataratas Livingstone, que frenaron su avance.
El río Congo superior, conocido como río Lualaba, se alcanzó por primera vez por esclavistas árabes en el siglo XIX. La localidad de Nyangwe fue fundada como puesto de avanzada de los traficantes de esclavos hacia 1860.
En el siglo XIX nadie podía imaginar que el Lualaba, que avanza implacablemente en dirección norte y el Congo que corría hacia la parte suroccidental hasta desembocar en el Atlántico, después de atravesar la mitad del continente, fueran el mismo río. Se pensaba que el primero podía formar parte de la corriente principal del Nilo; esta tesis era defendida, entre otros, por el explorador David Livingstone, que recorrió el Lualaba en su expedición de 1866, mientras que el segundo fue confundido con la desembocadura del río Níger por el explorador y naturalista Mungo Park, que entre finales del siglo XVIII y principios del XIX recorrió el río Níger.
Livingstone fue el primer europeo en llegar a Nyangwe en 1871. Livingstone propuso demostrar que el Lualaba conectaba con el Nilo, pero el 15 de julio de ese mismo año fue testigo de una masacre de unos 400 africanos por esclavistas árabes en Nyangwe, una experiencia que le dejó demasiado horrorizado y le disuadió de continuar su misión de encontrar las fuentes del Nilo, por lo que volvió de nuevo al lago Tanganica.
El curso medio del Congo permaneció sin explorar, tanto desde el este como por el oeste, hasta la expedición de 1876-1877 de Henry Morton Stanley. En el momento era una de las últimas preguntas abiertas de la exploración de África (o de hecho del mundo), la cuestión de si el río Lualaba alimentaba el Nilo (teoría de Livingstone), el Congo o incluso el Níger. Financiada en 1874, la primera exploración trans-africana de Stanley comenzó en Zanzíbar y llegó al Lualaba el 17 de octubre de 1876. Por tierra llegó a Nyangwe, el centro de una zona sin ley en la que había tribus caníbales y en la que Tippu Tip desarrollaba su comercio de esclavos. Stanley logró contratar a una fuerza de Tippu Tip, para protegerlo en los siguientes 150 km o al menos durante 90 días. La partida dejó Nyangwe por tierra a través de la densa selva Matimba. El 19 de noviembre llegaron al Lualaba de nuevo. Dado que ir por el bosque era demasiado pesado, Tippu Tip dio la vuelta con su partida el 28 de diciembre, dejando a Stanley por su cuenta, con 143 personas, entre ellas 8 niños y 16 mujeres. Tenían 23 canoas. Su primer encuentro con una tribu local fue con los caníbales wenya. En total Stanley informaría de 32 encuentros hostiles en el río, algunos violentos, a pesar de que intentó siempre negociar una travesía pacífica por sus tierras. Pero las tribus eran desconfiadas y cautelosas ya que su única experiencia con extranjeros era con los traficantes de esclavos, y no podían entender el motivo de la exploración.
El 6 de enero de 1877, después de 640 kilómetros (397,7 mi), llegaron a las cataratas Boyoma (llamadas cataratas Stanley algún tiempo después), que constan de siete cataratas en un tramo de 100 kilómetros (62,1 mi), que tuvieron que pasar por tierra. Les llevó hasta el 7 de febrero llegar al final de las cataratas. Aquí Stanley se enteró de que el río se llamaba Ikuta Yacongo, lo que demostraba que habían llegado al Congo, y que el Lualaba no alimentaba el Nilo.
A partir de este punto, no encontraron más tribus caníbales, pero sí tribus con armas de fuego, al parecer resultado de la influencia portuguesa. Unas cuatro semanas y 1900 km más tarde llegaron a Stanley Pool (ahora Malebo Pool), el lugar en el que se encuentran las actuales ciudades día Kinsasa y Brazzaville. Aguas abajo llegaron a las cataratas Livingstone (mal llamadas Livingstone que nunca estuvo en el Congo), una serie de 32 caídas y rápidos con una caída de 270 m en más de 350 km. El 15 de marzo comenzaron el descenso de las cataratas, que les llevó cinco meses y les costó numerosas vidas. Desde las cataratas Isangile, cinco caídas desde el pie, vararon las canoas y el Lady Alice  y dejaron el río, con el objetivo puesto en alcanzar el puesto de avanzada portugués de Boma a través de tierra. El 3 de agosto llegaron a la aldea Nsada. A partir de ahí Stanley envió cuatro hombres de avanzada con cartas a Boma, pidiendo comida para su gente, que estaba muriendo de hambre. El 7 de agosto llegaron auxilios, siendo enviados por representantes de la firma comercial de Liverpool Hatton & Cookson. El 9 de agosto llegaron a Boma, 1001 días después de haber salido de Zanzíbar, el 12 de noviembre de 1874. La partida consistía entonces en 108 personas, entre ellas tres niños nacidos durante el viaje. Lo más probable (las propias publicaciones de Stanley dan cifras inconsistentes) es que perdieran 132 personas por enfermedad, hambre, ahogamiento y deserción.
Kinsasa fue fundada como un puesto comercial por Henry Morton Stanley en 1881 y nombrada Leopoldville en honor a Leopoldo II de Bélgica. La cuenca del Congo fue reclamado por Bélgica como Estado Libre del Congo en 1885.
Durante la época colonial grandes vapores de ruedas fueron transportados pieza a pieza a hombros de porteadores desde la costa hasta la parte navegable del Congo para salvar las temibles cataratas de Livingstone.

## Geografía
El río Congo tiene su origen en las montañas del valle del Gran Rift, en África oriental, como los lagos Tanganika y Moero, que alimentan el río Lualaba, que se convierte en el Congo por debajo de las cataratas Boyoma. El río Chambeshi, en Zambia, es generalmente considerado como la fuente del Congo, según el criterio frecuente de la fuente más alejada de la boca, como es el caso del Nilo.
El Congo discurre, en general, en dirección oeste a partir de Kisangani, justo debajo de las cataratas, y después poco a poco se vuelve al suroeste, pasando por Mbandaka, uniéndose con el río Ubangi, y precipitándose en el lago Malebo (Pool Malebo, antes Stanley Pool). Las ciudades de Kinsasa (anteriormente Leopoldville) y Brazzaville están ubicadas en los lados opuestos del río, en el lago Malebo. A partir de allí, el Congo se contrae y desciende a través de una serie de cataratas creadas por profundos cañones y conocidas colectivamente como cataratas Livingstone. A continuación, corre en dirección a Matadi y Boma, y luego desemboca en el océano Atlántico en el pequeño pueblo de Muanda.
El río Congo en su mayor parte tiene una profundidad de entre 15 y 30 m, aunque en un tramo en el curso bajo llega a alcanzar una profundidad de 230 m.
Tradicionalmente, el Congo se ha dividido en los siguientes tramos:
- Cabecera: el río Lualaba — de la fuente a Kisangani, donde terminan las cataratas Boyota: considerado como el curso superior, con 1800 km. El río es a menudo estrecho, tortuoso y cortado por cascadas o rápidos a causa de las montañas y mesetas que atraviesa, y discurre siempre en dirección norte.
- Curso medio: comprende el Alto Congo y el Medio Congo. En este recorrido de 1700 km aproximadamente, el río gira hacia el oeste formando una gran curva y atraviesa la inmensa llanura central del país. Su recorrido es pausado y está sembrado de islas y bancos de arena. Su anchura llega hasta los 25 a 30 km, en Makanza, formando una red, junto a sus afluentes, de unos 13 000 km de vías navegables.

- Alto Congo, que va desde Kisangani hasta Mbandaka.

- Medio Congo, desde Mbandaka a Brazzaville/Kinsasa.

- Curso inferior o Bajo Congo, desde Brazzaville/Kinsasa hasta la desembocadura. Se divide en dos partes:

- De Kinsasa a Matadi (350 km), el río atraviesa los Montes de Bangu, también denominadas montañas de Cristal, y tiene 32 cascadas que hacen la navegación imposible.
- De Matadi al océano (137 km), el río calmado permite remontar los barcos de mar. Entre Boma y Banana, islas bajas y pantanosas dividen el río en múltiples brazos.

### Principales islas
- Esumba
- Sumba
- M'Bamou

### Principales ciudades
- Boma
- Bumba
- Brazzaville
- Kinsasa
- Kisangani
- Matadi
- Mbandaka

## Hidrometría

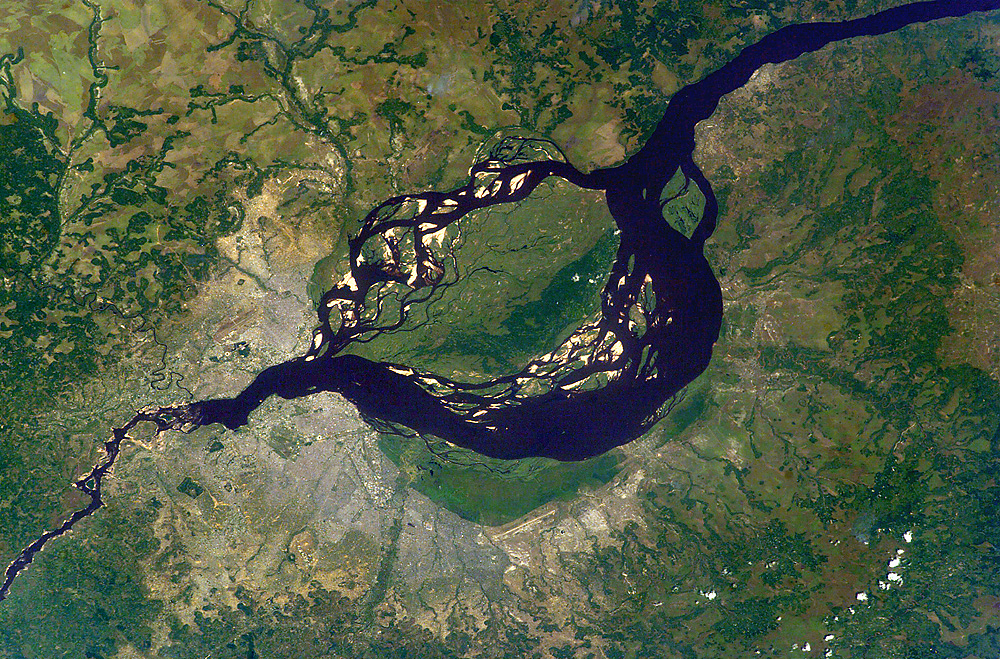
Capitales en orillas opuestas del río Congo. La ciudad más pequeña es Brazzaville, en la orilla norte del río, y Kinshasa, en la orilla sur. Las ciudades se encuentran aguas abajo de un ensanchamiento casi circular del río, conocido como Stanley Pool.

El caudal del río ha sido observado durante 81 años (1903-83) en Kinsasa, capital de la República Democrática del Congo, situada a 3937 km de su fuente y a 480 km de su desembocadura en el océano.
En Kinsasa, la media anual del caudal o módulo observado durante ese período fue de 39 536 m³/s, para una cuenca aproximada de unos 3 475 000 km², casi 95 % del total del área de captación del río.
La lámina de agua recogida en la cuenca es de 359 milímetros por año.
El Congo es, sin duda, uno de los ríos más regulares de África y el mundo, abundante y bien alimentado durante todo el año. El caudal medio mensual en agosto (el mínimo de estiaje) llega a 31 086 m³/s, más de la mitad de la media del mes de diciembre, en que el caudal promedio es mayor, lo que es notable. En el período de observación de 81 años, el caudal mínimo mensual fue de 22 351 m³/s y el máximo mensual fue de 80 832 m³/s. Las razones que provocan la gran regularidad del caudal de río se encuentran en el hecho de que el río Congo corre tanto en el hemisferio norte como en el sur, lo que significa que una parte del río junto a su red de afluentes siempre se encuentra en la zona de lluvias. La crecida por las lluvias de un lado del ecuador siempre se compensa por la sequía que provoca la estación seca al otro lado.
| Caudal medio mensual del río Congo en la estación hidrométrica de Kinsasa (en m³/s. Datos calculados en el período de 81 años entre 1903 y 1983) |
| |

## El río Congo en la cultura popular

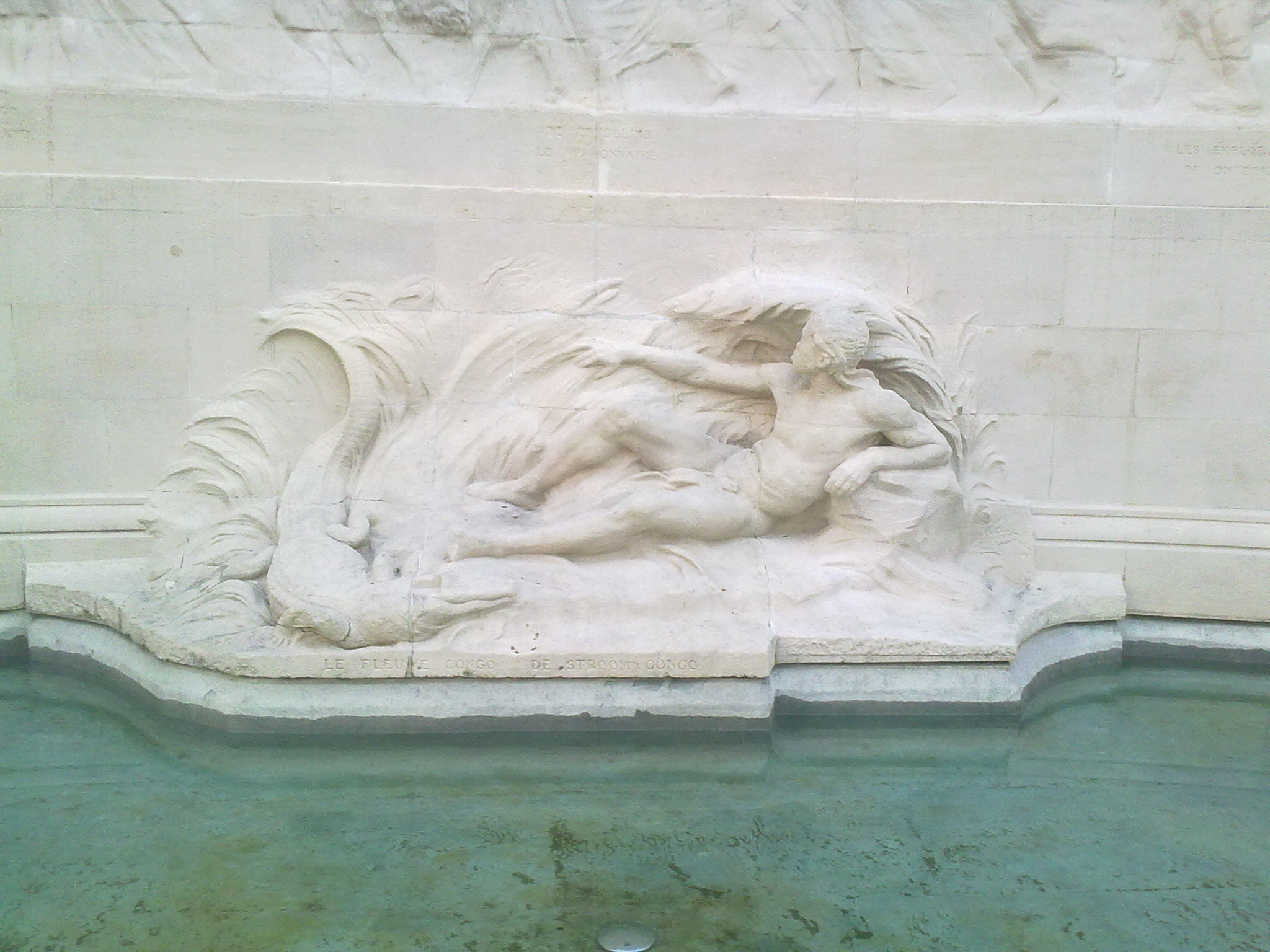
Congo River Allegory, de Thomas Vinçotte.

Debido a su anchura, peligrosidad y profundidad, el río Congo siempre ha sido una fuente de mitos y leyendas. Una de las principales es la de supuestos animales que viven en su ribera, como el Mokèlé-mbèmbé o el Emela-ntouka.

### Literatura
Entre las diferentes obras literarias que transcurren alrededor del río se destacan:
- 1837: Silence – A Fable (Silencio - Una fábula), un cuento de Edgar Allan Poe, escrito en 1837 (ver: bibliografía (en inglés)). "The region of which I speak is a dreary region in Libya, by the borders of the river Zaire." ("La región de la que hablo es una lúgubre región en Libia, por las orillas del río Zaire.")
- 1878: Henry Morton Stanley documentó su viaje por el río Congo en Through the Dark Continent (A través del continente negro), publicado por primera vez en 1878.[26]
- 1899: Heart of Darkness (El corazón de las tinieblas), de Joseph Conrad, una novela corta sobre la vida de Charles Marlow como transportista de marfil descendiendo el río Congo en África central. El río es "a mighty big river, that you could see on the map, resembling an immense snake uncoiled, with its head in the sea, its body at rest curving afar over a vast country, and its tail lost in the depths of the land" ("un gran río poderoso, que se podía ver en el mapa, asemejándose a una inmensa serpiente desenrollada, con su cabeza en el mar, su cuerpo en reposo curvándose sobre un país enorme, y su cola perdida en las profundidades de la tierra.").
- 1914: El poeta estadounidense Vachel Lindsay retrata una sociedad oscura y salvaje alrededor del río Congo en su poema de 1914 The Congo: A Study of the Negro Race (El Congo: un estudio de la raza negra).
- 1921: El Congo se menciona en el poema de Langston Hughes The Negro Speaks of Rivers (Los negros hablan de los ríos).
- 1930: Tanto el río Congo como su cuenca constituyen la configuración de Hoity Toity, novela de ciencia ficción sovética de Alexander Belyayev.
- 1980: El río Congo aparece en un capítulo de la novela de Michael Crichton Congo (publicada en 1980), así como en la película de 1995 basada en el libro.
  - 1995: El río Congo aparece en la película de acción Congo, del director Frank Marshall, aunque no se menciona por su nombre en la película. La película está basada en la novela de 1980 del mismo nombre de Michael Crichton.
- 1996: El británico Redmond O'Hanlon tiene un cuaderno de viaje publicado por Penguin Books con el título de Congo Journey (1996).
- 1998: La historia del río se discute en el libro de 1998 King Leopold's Ghost (El fantasma del rey Leopoldo), de Adam Hochschild.
- 2006: La historia del río se discute en el libro Brazza, A Life for Africa (Brazza, una vida por África), de Maria Petringa, publicado por Bloomington en 2006.
- 2007: El río Congo y la República Democrática del Congo son el escenario del libro de 2007 del periodista Tim Butcher Blood River,[27] basado en su intrépido viaje aguas arriba y abajo por el río. Blood River fue un intento de volver sobre el viaje de Henry Morton Stanley por el río Congo documentado en Through the Dark Continent , y fue nominado para los British Book Awards de 2008.
- 2010: El río Congo es un elemento central en la novela de 2010 de Mario Vargas Llosa El sueño del celta, una ficcionalización de los episodios de la vida del irlandés Roger Casement.
- 2012: El libro de Phil Harwood Canoeing the Congo[28] y la película amateur Mazungu Canoeing the Congo documentan su viaje en solitario de cinco meses en canoa por el río.

## Anexo: El sistema fluvial del río Congo
| º     |       |                                                |                                                |                                                |                                                |                                                |                |               |              |                                      |                                                                              |                                                 |
| ----- | ----- | ---------------------------------------------- | ---------------------------------------------- | ---------------------------------------------- | ---------------------------------------------- | ---------------------------------------------- | -------------- | ------------- | ------------ | ------------------------------------ | ---------------------------------------------------------------------------- | ----------------------------------------------- |
| Ramal | Ramal | Nombre del afluente                            | Nombre del afluente                            | Nombre del afluente                            | Nombre del afluente                            | Nombre del afluente                            | Desembocadura  | Longitud (km) | Cuenca (km²) | Caudal (m³/s)                        | País(es) por el que fluye                                                    | Tramo                                           |
| I     | —     | Río Lubudi                                     | Río Lubudi                                     | Río Lubudi                                     | Río Lubudi                                     | Río Lubudi                                     | Lualaba        |               |              |                                      | República Democrática del Congo                                              | Río Lualaba (de la fuente a Kisangani)          |
| —     | D     | Río Lufira                                     | Río Lufira                                     | Río Lufira                                     | Río Lufira                                     | Río Lufira                                     | Lualaba        | 630           |              |                                      | República Democrática del Congo                                              | Río Lualaba (de la fuente a Kisangani)          |
| I     | —     | Río Lovoi                                      | Río Lovoi                                      | Río Lovoi                                      | Río Lovoi                                      | Río Lovoi                                      | Lualaba        |               |              | \|\| República Democrática del Congo |                                                                              | Río Lualaba (de la fuente a Kisangani)          |
| —     | D     | Río Kalumengonko                               | Río Kalumengonko                               | Río Kalumengonko                               | Río Kalumengonko                               | Río Kalumengonko                               | Lualaba        |               |              | \|\| República Democrática del Congo |                                                                              | Río Lualaba (de la fuente a Kisangani)          |
| —     | D     | Sistema Luvua—Luapula—Chambeshi                | Sistema Luvua—Luapula—Chambeshi                | Sistema Luvua—Luapula—Chambeshi                | Sistema Luvua—Luapula—Chambeshi                | Sistema Luvua—Luapula—Chambeshi                | Lualaba        | 1400          | 296 600      | 280                                  | República Democrática del Congo                                              | Río Lualaba (de la fuente a Kisangani)          |
| —     | D     | —                                              | Luvua                                          | Luvua                                          | Luvua                                          | Luvua                                          | Lualaba        | 350           | 296 600      | 280                                  | República Democrática del Congo                                              | Río Lualaba (de la fuente a Kisangani)          |
| —     | —     | —                                              | —                                              | Lago Mweru                                     | Lago Mweru                                     | Lago Mweru                                     | Luvua          | 90            |              |                                      | Zambia República Democrática del Congo                                       | Río Lualaba (de la fuente a Kisangani)          |
| —     | —     | —                                              | —                                              | —                                              | Río Luapula                                    | Río Luapula                                    | Lago Mweru     | 560           |              |                                      | Zambia República Democrática del Congo                                       | Río Lualaba (de la fuente a Kisangani)          |
| —     | —     | —                                              | —                                              | —                                              | —                                              | Río Chambeshi                                  | Luapula        | 480           |              |                                      | Zambia República Democrática del Congo                                       | Río Lualaba (de la fuente a Kisangani)          |
| I     | —     | Río Luvidjo                                    | Río Luvidjo                                    | Río Luvidjo                                    | Río Luvidjo                                    | Río Luvidjo                                    | Lualaba        |               |              |                                      | República Democrática del Congo                                              | Río Lualaba (de la fuente a Kisangani)          |
| —     | D     | Sistema Lukuga-lago Tanganica-Ruzizi-lago Kivu | Sistema Lukuga-lago Tanganica-Ruzizi-lago Kivu | Sistema Lukuga-lago Tanganica-Ruzizi-lago Kivu | Sistema Lukuga-lago Tanganica-Ruzizi-lago Kivu | Sistema Lukuga-lago Tanganica-Ruzizi-lago Kivu | Lualaba        | 910           |              |                                      | República Democrática del Congo                                              | Río Lualaba (de la fuente a Kisangani)          |
| —     | D     | —                                              | Sistema Lukuga-Niembe                          | Sistema Lukuga-Niembe                          | Sistema Lukuga-Niembe                          | Sistema Lukuga-Niembe                          | Lualaba        | 560           | 270 900      | 271                                  | República Democrática del Congo                                              | Río Lualaba (de la fuente a Kisangani)          |
| —     | D     | —                                              | Río Lukuga                                     | Río Lukuga                                     | Río Lukuga                                     | Río Lukuga                                     | Lualaba        | 350           | 270 900      | 271                                  | República Democrática del Congo                                              | Río Lualaba (de la fuente a Kisangani)          |
| —     | —     | —                                              | —                                              | Río Luizi                                      | Río Luizi                                      | Río Luizi                                      | Lukuga         |               |              |                                      | República Democrática del Congo                                              | Río Lualaba (de la fuente a Kisangani)          |
| —     | —     | —                                              | —                                              | Río Niembe                                     | Río Niembe                                     | Río Niembe                                     | Lukuga         |               |              |                                      | República Democrática del Congo                                              | Río Lualaba (de la fuente a Kisangani)          |
| —     | —     | —                                              | —                                              | Lago Tanganica                                 | Lago Tanganica                                 | Lago Tanganica                                 | Lukuga         | 350           | 231,000      |                                      | República Democrática del Congo                                              | Río Lualaba (de la fuente a Kisangani)          |
| —     | —     | —                                              | —                                              | —                                              | Río Ruzizi                                     | Río Ruzizi                                     | Lago Tanganica | 117           |              |                                      | República Democrática del Congo Burundi Ruanda                               | Río Lualaba (de la fuente a Kisangani)          |
| —     | —     | —                                              | —                                              | —                                              | —                                              | Lago Kivu                                      | Ruzizi         | 89            |              |                                      | República Democrática del Congo                                              | Río Lualaba (de la fuente a Kisangani)          |
| —     | —     | —                                              | —                                              | Río Malagarasi                                 | Río Malagarasi                                 | Río Malagarasi                                 | Lago Tanganica | 475           | 130 000      |                                      | Burundi Tanzania                                                             | Río Lualaba (de la fuente a Kisangani)          |
| —     | D     | Río Luama                                      | Río Luama                                      | Río Luama                                      | Río Luama                                      | Río Luama                                      | Lualaba        |               |              |                                      | República Democrática del Congo                                              | Río Lualaba (de la fuente a Kisangani)          |
| —     | D     | Río Elila                                      | Río Elila                                      | Río Elila                                      | Río Elila                                      | Río Elila                                      | Lualaba        | 400           |              |                                      | República Democrática del Congo                                              | Río Lualaba (de la fuente a Kisangani)          |
| I     | —     | Río Kasuku                                     | Río Kasuku                                     | Río Kasuku                                     | Río Kasuku                                     | Río Kasuku                                     | Lualaba        |               |              |                                      | República Democrática del Congo                                              | Río Lualaba (de la fuente a Kisangani)          |
| —     | D     | Río Ulindi                                     | Río Ulindi                                     | Río Ulindi                                     | Río Ulindi                                     | Río Ulindi                                     | Lualaba        | 450           |              |                                      | República Democrática del Congo                                              | Río Lualaba (de la fuente a Kisangani)          |
| —     | —     | —                                              | Río Lugulu                                     | Río Lugulu                                     | Río Lugulu                                     | Río Lugulu                                     | Ulindi         | 560           |              |                                      | República Democrática del Congo                                              | Río Lualaba (de la fuente a Kisangani)          |
| —     | D     | Río Lowa                                       | Río Lowa                                       | Río Lowa                                       | Río Lowa                                       | Río Lowa                                       | Lualaba        | 390           |              |                                      | República Democrática del Congo                                              | Río Lualaba (de la fuente a Kisangani)          |
| —     | —     | —                                              | Río Lubutu                                     | Río Lubutu                                     | Río Lubutu                                     | Río Lubutu                                     | Lowa           |               |              |                                      | República Democrática del Congo                                              | Río Lualaba (de la fuente a Kisangani)          |
| —     | —     | —                                              | Río Lucas                                      | Río Lucas                                      | Río Lucas                                      | Río Lucas                                      | Lowa           |               |              |                                      | República Democrática del Congo                                              | Río Lualaba (de la fuente a Kisangani)          |
| —     | —     | —                                              | Río Oso                                        | Río Oso                                        | Río Oso                                        | Río Oso                                        | Lowa           |               |              |                                      | República Democrática del Congo                                              | Río Lualaba (de la fuente a Kisangani)          |
| —     | —     | —                                              | Río Luka                                       | Río Luka                                       | Río Luka                                       | Río Luka                                       | Lowa           |               |              |                                      | República Democrática del Congo                                              | Río Lualaba (de la fuente a Kisangani)          |
| —     | D     | Río Maiko                                      | Río Maiko                                      | Río Maiko                                      | Río Maiko                                      | Río Maiko                                      | Lualaba        |               |              |                                      | República Democrática del Congo                                              | Río Lualaba (de la fuente a Kisangani)          |
| —     | D     | Río Lindi                                      | Río Lindi                                      | Río Lindi                                      | Río Lindi                                      | Río Lindi                                      | Lualaba        | 515           |              |                                      | República Democrática del Congo                                              | Río Lualaba (de la fuente a Kisangani)          |
| —     | —     | —                                              | Río Tshopo                                     | Río Tshopo                                     | Río Tshopo                                     | Río Tshopo                                     | Lindi          |               |              |                                      | República Democrática del Congo                                              | Río Lualaba (de la fuente a Kisangani)          |
| I     | —     | Río Lomami                                     | Río Lomami                                     | Río Lomami                                     | Río Lomami                                     | Río Lomami                                     | Alto Congo     | 1500          | 95 830       | 837                                  | República Democrática del Congo                                              | Alto Congo (Kisangani a Mbandaka)               |
| —     | D     | Río Aruwimi (incluido el Ituri)                | Río Aruwimi (incluido el Ituri)                | Río Aruwimi (incluido el Ituri)                | Río Aruwimi (incluido el Ituri)                | Río Aruwimi (incluido el Ituri)                | Alto Congo     | 1287          |              |                                      | República Democrática del Congo                                              | Alto Congo (Kisangani a Mbandaka)               |
| —     | —     | —                                              | Río Lulu                                       | Río Lulu                                       | Río Lulu                                       | Río Lulu                                       | Aruwimi        |               |              |                                      | República Democrática del Congo                                              | Alto Congo (Kisangani a Mbandaka)               |
| —     | —     | —                                              | Río Nepoko                                     | Río Nepoko                                     | Río Nepoko                                     | Río Nepoko                                     | Aruwimi        |               |              |                                      | República Democrática del Congo                                              | Alto Congo (Kisangani a Mbandaka)               |
| —     | —     | —                                              | Río Ituri                                      | Río Ituri                                      | Río Ituri                                      | Río Ituri                                      | Aruwimi        | 1030          |              |                                      | República Democrática del Congo                                              | Alto Congo (Kisangani a Mbandaka)               |
| —     | —     | —                                              | —                                              | Río Epulu                                      | Río Epulu                                      | Río Epulu                                      | Ituri          |               |              |                                      | República Democrática del Congo                                              | Alto Congo (Kisangani a Mbandaka)               |
| —     | —     | —                                              | —                                              | Río Ibina                                      | Río Ibina                                      | Río Ibina                                      | Ituri          |               |              |                                      | República Democrática del Congo                                              | Alto Congo (Kisangani a Mbandaka)               |
| —     | —     | —                                              | —                                              | Río Shari                                      | Río Shari                                      | Río Shari                                      | Río Ituri      |               |              |                                      | República Democrática del Congo                                              | Alto Congo (Kisangani a Mbandaka)               |
| —     | D     | Río Itimbiri (con su fuente, el Rubi)          | Río Itimbiri (con su fuente, el Rubi)          | Río Itimbiri (con su fuente, el Rubi)          | Río Itimbiri (con su fuente, el Rubi)          | Río Itimbiri (con su fuente, el Rubi)          | Alto Congo     | 535           |              |                                      | República Democrática del Congo                                              | Alto Congo (Kisangani a Mbandaka)               |
| —     | —     | —                                              | Río Tele                                       | Río Tele                                       | Río Tele                                       | Río Tele                                       | Itimbiri       |               |              |                                      | República Democrática del Congo                                              | Alto Congo (Kisangani a Mbandaka)               |
| —     | —     | —                                              | Río Likati                                     | Río Likati                                     | Río Likati                                     | Río Likati                                     | Itimbiri       |               |              |                                      | República Democrática del Congo                                              | Alto Congo (Kisangani a Mbandaka)               |
| —     | D     | Río Mongala (con el Ebol)                      | Río Mongala (con el Ebol)                      | Río Mongala (con el Ebol)                      | Río Mongala (con el Ebol)                      | Río Mongala (con el Ebol)                      | Alto Congo     | 510           |              |                                      |                                                                              | Alto Congo (Kisangani a Mbandaka)               |
| —     | —     | —                                              | Río Dua                                        | Río Dua                                        | Río Dua                                        | Río Dua                                        | Mongala        | 225           |              |                                      | República Democrática del Congo                                              | Alto Congo (Kisangani a Mbandaka)               |
| —     | —     | —                                              | Río Ébola                                      | Río Ébola                                      | Río Ébola                                      | Río Ébola                                      | Mongala        | 225           |              |                                      | República Democrática del Congo                                              | Alto Congo (Kisangani a Mbandaka)               |
| I     | —     | Río Lulonga (con su fuente, el Maringa)        | Río Lulonga (con su fuente, el Maringa)        | Río Lulonga (con su fuente, el Maringa)        | Río Lulonga (con su fuente, el Maringa)        | Río Lulonga (con su fuente, el Maringa)        | Alto Congo     | 705           |              |                                      | República Democrática del Congo                                              | Alto Congo (Kisangani a Mbandaka)               |
| —     | —     | —                                              | Río Lopori                                     | Río Lopori                                     | Río Lopori                                     | Río Lopori                                     | Lulonga        | 470           |              |                                      | República Democrática del Congo                                              | Alto Congo (Kisangani a Mbandaka)               |
| —     | —     | —                                              | Río Maringa                                    | Río Maringa                                    | Río Maringa                                    | Río Maringa                                    | Lulonga        | 515           |              |                                      | República Democrática del Congo                                              | Alto Congo (Kisangani a Mbandaka)               |
| I     | —     | Río Ikelemba                                   | Río Ikelemba                                   | Río Ikelemba                                   | Río Ikelemba                                   | Río Ikelemba                                   | Alto Congo     |               |              |                                      |                                                                              | Alto Congo (Kisangani a Mbandaka)               |
| I     | —     | Río Ruki-Tshuapa                               | Río Ruki-Tshuapa                               | Río Ruki-Tshuapa                               | Río Ruki-Tshuapa                               | Río Ruki-Tshuapa                               | Medio Congo    | 1025          |              |                                      | República Democrática del Congo                                              | Medio Congo (de Mbandaka a Brazzaville/Kinsasa) |
| —     | —     | —                                              | Río Tshuapa                                    | Río Tshuapa                                    | Río Tshuapa                                    | Río Tshuapa                                    | Ruki           | 925           | 173 800      |                                      | República Democrática del Congo                                              | Medio Congo (de Mbandaka a Brazzaville/Kinsasa) |
| —     | —     | —                                              | —                                              | Río Salonga                                    | Río Salonga                                    | Río Salonga                                    | Tshuapa        |               |              |                                      | República Democrática del Congo                                              | Medio Congo (de Mbandaka a Brazzaville/Kinsasa) |
| —     | —     | —                                              | —                                              | —                                              | Río Yenge                                      | Río Yenge                                      | Salonga        |               |              |                                      | República Democrática del Congo                                              | Medio Congo (de Mbandaka a Brazzaville/Kinsasa) |
| —     | —     | —                                              | —                                              | Río Lomela                                     | Río Lomela                                     | Río Lomela                                     | Tshuapa        | 560           |              |                                      | República Democrática del Congo                                              | Medio Congo (de Mbandaka a Brazzaville/Kinsasa) |
| —     | —     | —                                              | Río Momboyo-Luilaka                            | Río Momboyo-Luilaka                            | Río Momboyo-Luilaka                            | Río Momboyo-Luilaka                            | Ruki           | 535           |              |                                      | República Democrática del Congo                                              | Medio Congo (de Mbandaka a Brazzaville/Kinsasa) |
| —     | —     | —                                              | —                                              | Río Lokolo                                     | Río Lokolo                                     | Río Lokolo                                     | Momboyo        |               |              |                                      | República Democrática del Congo                                              | Medio Congo (de Mbandaka a Brazzaville/Kinsasa) |
| —     | —     | —                                              | —                                              | Río Luile                                      | Río Luile                                      | Río Luile                                      | Momboyo        |               |              |                                      | República Democrática del Congo                                              | Medio Congo (de Mbandaka a Brazzaville/Kinsasa) |
| —     | —     | —                                              | —                                              | Río Luilaka                                    | Río Luilaka                                    | Río Luilaka                                    | Momboyo        |               |              |                                      | República Democrática del Congo                                              | Medio Congo (de Mbandaka a Brazzaville/Kinsasa) |
| —     | D     | Sistema Ubangi—Uele                            | Sistema Ubangi—Uele                            | Sistema Ubangi—Uele                            | Sistema Ubangi—Uele                            | Sistema Ubangi—Uele                            | Medio Congo    | 2272          | 754 830      | 5936                                 | República Democrática del Congo República Centroafricana República del Congo | Medio Congo (de Mbandaka a Brazzaville/Kinsasa) |
| —     | D     | —                                              | Río Ubangi                                     | Río Ubangi                                     | Río Ubangi                                     | Río Ubangi                                     | Medio Congo    | 1120          | 754 830      | 5936                                 | República Democrática del Congo República Centroafricana República del Congo | Medio Congo (de Mbandaka a Brazzaville/Kinsasa) |
| —     | —     | —                                              | —                                              | Río Giri                                       | Río Giri                                       | Río Giri                                       | Ubangi         |               |              |                                      |                                                                              | Medio Congo (de Mbandaka a Brazzaville/Kinsasa) |
| —     | —     | —                                              | —                                              | Río Lua                                        | Río Lua                                        | Río Lua                                        | Ubangi         |               |              |                                      | República Democrática del Congo                                              | Medio Congo (de Mbandaka a Brazzaville/Kinsasa) |
| —     | —     | —                                              | —                                              | Río Lobaye                                     | Río Lobaye                                     | Río Lobaye                                     | Ubangi         | 520           | 36 970       | 321                                  | República del Congo República Centroafricana                                 | Medio Congo (de Mbandaka a Brazzaville/Kinsasa) |
| —     | —     | —                                              | —                                              | —                                              | Río Mbaéré                                     | Río Mbaéré                                     | Lobaye         |               |              |                                      | República del Congo República Centroafricana                                 | Medio Congo (de Mbandaka a Brazzaville/Kinsasa) |
| —     | —     | —                                              | —                                              | Río Ouaka                                      | Río Ouaka                                      | Río Ouaka                                      | Ubangi         | 550           |              |                                      | República Centroafricana                                                     | Medio Congo (de Mbandaka a Brazzaville/Kinsasa) |
| —     | —     | —                                              | —                                              | Río Kotto                                      | Río Kotto                                      | Río Kotto                                      | Ubangi         | 660           | 78 400       | 447                                  | República Centroafricana                                                     | Medio Congo (de Mbandaka a Brazzaville/Kinsasa) |
| —     | —     | —                                              | —                                              | Río Mbomou                                     | Río Mbomou                                     | Río Mbomou                                     | Ubangi         | 966           | 156 950      | 1130                                 | República Democrática del Congo República Centroafricana                     | Medio Congo (de Mbandaka a Brazzaville/Kinsasa) |
| —     | —     | —                                              | —                                              | —                                              | Río Mbari                                      | Río Mbari                                      | Mbomou         |               |              |                                      | República Centroafricana                                                     | Medio Congo (de Mbandaka a Brazzaville/Kinsasa) |
| —     | —     | —                                              | —                                              | —                                              | Río Chinko                                     | Río Chinko                                     | Mbomou         | 420           | 52 308       | 397                                  | República Centroafricana                                                     | Medio Congo (de Mbandaka a Brazzaville/Kinsasa) |
| —     | —     | —                                              | —                                              | —                                              | Río Ouara                                      | Río Ouara                                      | Mbomou         |               |              |                                      | República Centroafricana                                                     | Medio Congo (de Mbandaka a Brazzaville/Kinsasa) |
| —     | —     | —                                              | —                                              | Río Uele                                       | Río Uele                                       | Río Uele                                       | Ubangi         | 1150          | 135 400      | 1530                                 | República Democrática del Congo                                              | Medio Congo (de Mbandaka a Brazzaville/Kinsasa) |
| —     | —     | —                                              | —                                              | —                                              | Río Uere                                       | Río Uere                                       | Uele           |               |              |                                      | República Democrática del Congo                                              | Medio Congo (de Mbandaka a Brazzaville/Kinsasa) |
| —     | —     | —                                              | —                                              | —                                              | Río Bomokandi                                  | Río Bomokandi                                  | Uele           |               |              |                                      | República Democrática del Congo                                              | Medio Congo (de Mbandaka a Brazzaville/Kinsasa) |
| —     | —     | —                                              | —                                              | —                                              | Río Kibali                                     | Río Kibali                                     | Uele           |               |              |                                      | República Democrática del Congo                                              | Medio Congo (de Mbandaka a Brazzaville/Kinsasa) |
| —     | D     | Sistema Sangha-Kadeï                           | Sistema Sangha-Kadeï                           | Sistema Sangha-Kadeï                           | Sistema Sangha-Kadeï                           | Sistema Sangha-Kadeï                           | Medio Congo    | 790           | 213 400      | 2471                                 | Camerún República Centroafricana República del Congo                         | Medio Congo (de Mbandaka a Brazzaville/Kinsasa) |
| —     | D     | —                                              | Río Sangha                                     | Río Sangha                                     | Río Sangha                                     | Río Sangha                                     | Medio Congo    | 790           | 213 400      | 2471                                 | Camerún República Centroafricana República del Congo                         | Medio Congo (de Mbandaka a Brazzaville/Kinsasa) |
| —     | —     | —                                              | —                                              | Río Ngoko                                      | Río Ngoko                                      | Río Ngoko                                      | Sangha         |               |              |                                      |                                                                              | Medio Congo (de Mbandaka a Brazzaville/Kinsasa) |
| —     | —     | —                                              | —                                              | —                                              | Río Moumba                                     | Río Moumba                                     | Ngoko          |               |              |                                      |                                                                              | Medio Congo (de Mbandaka a Brazzaville/Kinsasa) |
| —     | —     | —                                              | —                                              | —                                              | Río Dja                                        | Río Dja                                        | Ngoko          | 720           | 80 000       | 800                                  | Camerún República del Congo                                                  | Medio Congo (de Mbandaka a Brazzaville/Kinsasa) |
| —     | —     | —                                              | —                                              | Río Kadeï                                      | Río Kadeï                                      | Río Kadeï                                      | Sangha         | 510           |              |                                      |                                                                              | Medio Congo (de Mbandaka a Brazzaville/Kinsasa) |
| —     | —     | —                                              | —                                              | —                                              | Río Mambéré                                    | Río Mambéré                                    | Kadeï          |               |              |                                      |                                                                              | Medio Congo (de Mbandaka a Brazzaville/Kinsasa) |
| —     | D     | Río Likouala                                   | Río Likouala                                   | Río Likouala                                   | Río Likouala                                   | Río Likouala                                   | Medio Congo    |               |              |                                      |                                                                              | Medio Congo (de Mbandaka a Brazzaville/Kinsasa) |
| —     | —     | —                                              | Río Kouyou                                     | Río Kouyou                                     | Río Kouyou                                     | Río Kouyou                                     | Likouala       |               |              |                                      |                                                                              | Medio Congo (de Mbandaka a Brazzaville/Kinsasa) |
| —     | —     | —                                              | Río Lengoué                                    | Río Lengoué                                    | Río Lengoué                                    | Río Lengoué                                    | Likouala       |               |              |                                      |                                                                              | Medio Congo (de Mbandaka a Brazzaville/Kinsasa) |
| —     | —     | —                                              | Río Mambili                                    | Río Mambili                                    | Río Mambili                                    | Río Mambili                                    | Likouala       |               |              |                                      |                                                                              | Medio Congo (de Mbandaka a Brazzaville/Kinsasa) |
| —     | D     | Río Alima                                      | Río Alima                                      | Río Alima                                      | Río Alima                                      | Río Alima                                      | Medio Congo    | 500           | 20 350       | 700                                  | República Democrática del Congo                                              | Medio Congo (de Mbandaka a Brazzaville/Kinsasa) |
| —     | —     | —                                              | Río Mpama                                      | Río Mpama                                      | Río Mpama                                      | Río Mpama                                      | Alima          |               |              |                                      |                                                                              | Medio Congo (de Mbandaka a Brazzaville/Kinsasa) |
| I     | —     | Río Lokoro                                     | Río Lokoro                                     | Río Lokoro                                     | Río Lokoro                                     | Río Lokoro                                     | Medio Congo    |               |              |                                      |                                                                              | Medio Congo (de Mbandaka a Brazzaville/Kinsasa) |
| —     | —     | Río Nkéni                                      | Río Nkéni                                      | Río Nkéni                                      | Río Nkéni                                      | Río Nkéni                                      | Medio Congo    |               |              |                                      |                                                                              | Medio Congo (de Mbandaka a Brazzaville/Kinsasa) |
| —     | —     | Río Léfini                                     | Río Léfini                                     | Río Léfini                                     | Río Léfini                                     | Río Léfini                                     | Medio Congo    |               |              |                                      |                                                                              | Medio Congo (de Mbandaka a Brazzaville/Kinsasa) |
| I     | —     | Río Kasai                                      | Río Kasai                                      | Río Kasai                                      | Río Kasai                                      | Río Kasai                                      | Medio Congo    |               |              |                                      | República Democrática del Congo                                              | Medio Congo (de Mbandaka a Brazzaville/Kinsasa) |
| —     | —     | —                                              | Río Fimi-Lukenie                               | Río Fimi-Lukenie                               | Río Fimi-Lukenie                               | Río Fimi-Lukenie                               | Río Kasai      |               |              |                                      | República Democrática del Congo                                              | Medio Congo (de Mbandaka a Brazzaville/Kinsasa) |
| —     | —     | —                                              | Río Kwango                                     | Río Kwango                                     | Río Kwango                                     | Río Kwango                                     | Kasai          | 1100          |              |                                      | República Democrática del Congo                                              | Medio Congo (de Mbandaka a Brazzaville/Kinsasa) |
| —     | —     | —                                              | —                                              | Río Wamba                                      | Río Wamba                                      | Río Wamba                                      | Kwango         |               |              |                                      | Angola República Democrática del Congo                                       | Medio Congo (de Mbandaka a Brazzaville/Kinsasa) |
| —     | —     | —                                              | —                                              | —                                              | Río Bakali                                     | Río Bakali                                     | Wamba          |               |              |                                      | República Democrática del Congo                                              | Medio Congo (de Mbandaka a Brazzaville/Kinsasa) |
| —     | —     | —                                              | —                                              | Río Culio                                      | Río Culio                                      | Río Culio                                      | Kwango         |               |              |                                      | Angola República Democrática del Congo                                       | Medio Congo (de Mbandaka a Brazzaville/Kinsasa) |
| —     | —     | —                                              | —                                              | Río Kwilu                                      | Río Kwilu                                      | Río Kwilu                                      | Kasai          |               |              |                                      | República Democrática del Congo                                              | Medio Congo (de Mbandaka a Brazzaville/Kinsasa) |
| —     | —     | —                                              | —                                              | —                                              | Río Inzia                                      | Río Inzia                                      | Kwilu          |               |              |                                      | República Democrática del Congo                                              | Medio Congo (de Mbandaka a Brazzaville/Kinsasa) |
| —     | —     | —                                              | —                                              | —                                              | —                                              | Río Luie                                       | Inzia          |               |              |                                      | República Democrática del Congo                                              | Medio Congo (de Mbandaka a Brazzaville/Kinsasa) |
| —     | —     | —                                              | —                                              | —                                              | Río Kwenge                                     | Río Kwenge                                     | Kwilu          |               |              |                                      | Angola República Democrática del Congo                                       | Medio Congo (de Mbandaka a Brazzaville/Kinsasa) |
| —     | —     | —                                              | —                                              | —                                              | Río Lutshima                                   | Río Lutshima                                   | Kwilu          |               |              |                                      | República Democrática del Congo                                              | Medio Congo (de Mbandaka a Brazzaville/Kinsasa) |
| —     | —     | —                                              | —                                              | —                                              | Río Lubalo                                     | Río Lubalo                                     | Kwilu          |               |              |                                      | Angola República Democrática del Congo                                       | Medio Congo (de Mbandaka a Brazzaville/Kinsasa) |
| —     | —     | —                                              | Río Loange                                     | Río Loange                                     | Río Loange                                     | Río Loange                                     | Kasai          | 1150          |              |                                      | Angola República Democrática del Congo                                       | Medio Congo (de Mbandaka a Brazzaville/Kinsasa) |
| —     | —     | —                                              | —                                              | Río Luele                                      | Río Luele                                      | Río Luele                                      | Loange         |               |              |                                      | Angola República Democrática del Congo                                       | Medio Congo (de Mbandaka a Brazzaville/Kinsasa) |
| —     | —     | —                                              | Río Sankuru                                    | Río Sankuru                                    | Río Sankuru                                    | Río Sankuru                                    | Kasai          | 1150          |              |                                      | República Democrática del Congo                                              | Medio Congo (de Mbandaka a Brazzaville/Kinsasa) |
| —     | —     | —                                              | —                                              | Río Lubefu                                     | Río Lubefu                                     | Río Lubefu                                     | Sankuru        |               |              |                                      | República Democrática del Congo                                              | Medio Congo (de Mbandaka a Brazzaville/Kinsasa) |
| —     | —     | —                                              | —                                              | Río Lubilandji                                 | Río Lubilandji                                 | Río Lubilandji                                 | Sankuru        |               |              |                                      | República Democrática del Congo                                              | Medio Congo (de Mbandaka a Brazzaville/Kinsasa) |
| —     | —     | —                                              | —                                              | —                                              | Río Luilu                                      | Río Luilu                                      | Lubilandji     |               |              |                                      | República Democrática del Congo                                              | Medio Congo (de Mbandaka a Brazzaville/Kinsasa) |
| —     | —     | —                                              | —                                              | —                                              | Río Lubi                                       | Río Lubi                                       | Lubilandji     |               |              |                                      | República Democrática del Congo                                              | Medio Congo (de Mbandaka a Brazzaville/Kinsasa) |
| —     | —     | —                                              | —                                              | —                                              | Río Luembe                                     | Río Luembe                                     | Lubilandji     |               |              |                                      | República Democrática del Congo                                              | Medio Congo (de Mbandaka a Brazzaville/Kinsasa) |
| —     | —     | —                                              | —                                              | —                                              | Río Mbuji-Mayi                                 | Río Mbuji-Mayi                                 | Lubilandji     |               |              |                                      | República Democrática del Congo                                              | Medio Congo (de Mbandaka a Brazzaville/Kinsasa) |
| —     | —     | —                                              | —                                              | —                                              | Río Lubishi                                    | Río Lubishi                                    | Lubilandji     |               |              |                                      | República Democrática del Congo                                              | Medio Congo (de Mbandaka a Brazzaville/Kinsasa) |
| —     | —     | —                                              | Río Lulua (o Luluwa)                           | Río Lulua (o Luluwa)                           | Río Lulua (o Luluwa)                           | Río Lulua (o Luluwa)                           | Kasai          | 900           |              |                                      |                                                                              | Medio Congo (de Mbandaka a Brazzaville/Kinsasa) |
| —     | —     | —                                              | Río Lovua                                      | Río Lovua                                      | Río Lovua                                      | Río Lovua                                      | Kasai          |               |              |                                      | Angola República Democrática del Congo                                       | Medio Congo (de Mbandaka a Brazzaville/Kinsasa) |
| —     | —     | —                                              | Río Chicapa (o Tshikapa)                       | Río Chicapa (o Tshikapa)                       | Río Chicapa (o Tshikapa)                       | Río Chicapa (o Tshikapa)                       | Kasai          | 870           |              |                                      | Angola República Democrática del Congo                                       | Medio Congo (de Mbandaka a Brazzaville/Kinsasa) |
| —     | —     | —                                              | Río Luachimo                                   | Río Luachimo                                   | Río Luachimo                                   | Río Luachimo                                   | Kasai          |               |              |                                      | Angola República Democrática del Congo                                       | Medio Congo (de Mbandaka a Brazzaville/Kinsasa) |
| —     | —     | —                                              | Río Lubembe                                    | Río Lubembe                                    | Río Lubembe                                    | Río Lubembe                                    | Kasai          |               |              |                                      | Angola República Democrática del Congo                                       | Medio Congo (de Mbandaka a Brazzaville/Kinsasa) |
| —     | —     | —                                              | —                                              | Río Chiumbe                                    | Río Chiumbe                                    | Río Chiumbe                                    | Lubembe        |               |              |                                      | Angola República Democrática del Congo                                       | Medio Congo (de Mbandaka a Brazzaville/Kinsasa) |
| —     | —     | —                                              | Río Lueta                                      | Río Lueta                                      | Río Lueta                                      | Río Lueta                                      | Kasai          |               |              |                                      |                                                                              | Medio Congo (de Mbandaka a Brazzaville/Kinsasa) |
| I     | —     | Río Nsele                                      | Río Nsele                                      | Río Nsele                                      | Río Nsele                                      | Río Nsele                                      | Medio Congo    |               |              |                                      |                                                                              | Medio Congo (de Mbandaka a Brazzaville/Kinsasa) |
| I     | —     | Río Inkisi                                     | Río Inkisi                                     | Río Inkisi                                     | Río Inkisi                                     | Río Inkisi                                     | Bajo Congo     | 555           |              |                                      | Angola República Democrática del Congo                                       | Bajo Congo (de Brazzaville/Kinsasa a la boca)   |
| I     | —     | Río Mpozo                                      | Río Mpozo                                      | Río Mpozo                                      | Río Mpozo                                      | Río Mpozo                                      | Bajo Congo     |               |              |                                      |                                                                              | Bajo Congo (de Brazzaville/Kinsasa a la boca)   |
| —     | —     | Río Bundi                                      | Río Bundi                                      | Río Bundi                                      | Río Bundi                                      | Río Bundi                                      | Bajo Congo     |               |              |                                      |                                                                              | Bajo Congo (de Brazzaville/Kinsasa a la boca)   |